# 쇼요샤

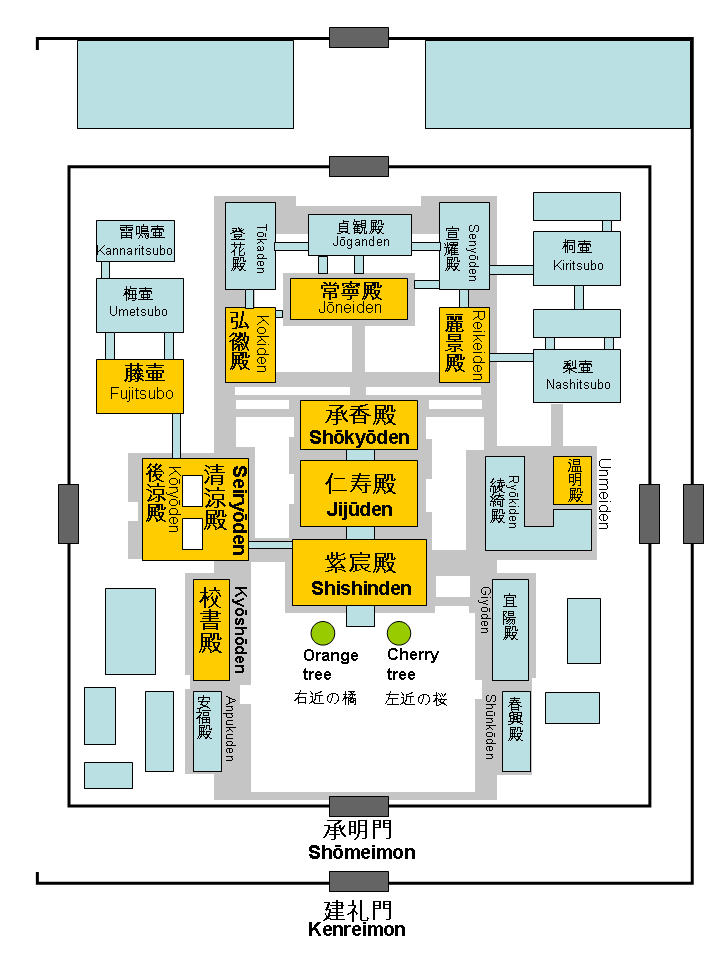

쇼요샤 (일본어: 昭陽舎 しょうようしゃ[*])는 헤이안고쇼의 후궁인 칠전오사 중 하나이다. 
뇨고 등이 거주하였다. 또, 엔유 천황이 동궁 시절에 거주했다는 기록이 남아(『일본기략』), 그 후 동궁 아츠나가 친왕 (훗날의 고스자쿠 천황) 즈음에 동궁 고쇼로 정착되었다.
정원에 배나무가 심어져있다 해서 나시츠보(梨壺)라고도 한다. 다이리 북동쪽에 위치하며, 남북 2동이 있다 (북쪽은 소쇼요북사). 레이케이덴의 동쪽, 시게이샤(키리츠보)의 남쪽에 위치해있다.

### 이곳에 거주한 주요 인물
- 후지와라노 요시코 - 스자쿠 천황의 뇨고. 후지와라노 사네요리의 딸
- 후지와라노 안시 - 무라카미 천황의 중궁. 후지와라노 모로스케의 딸. 이후 히교샤로 이동
- 태황태후 후지와라노 온시 - 다이고 천황의 중궁. 이곳에서 사망.
- 요시아키라 친왕 - 다이고 천황의 황자
- 타메히라 친왕 - 무라카미 천황의 황자
- 시시 내친왕 - 무라카미 천황의 황녀

시시 내친왕은 덴로쿠 3년 (972년)에 후지노하나노우타게를 열었다. 그 밖에 무라카미 천황의 선지에 따라 센와카쇼(撰和歌所)가 설치되어, "나시츠보의 5인(梨壺の五人)"이 『후찬집』을 편찬한 것으로도 알려져있다.